# موسسه شیمی آلی و بیوشیمی
مؤسسه شیمی آلی و بیوشیمی آکادمی علوم چک (به انگلیسی: Institute of Organic Chemistry and Biochemistry) (مخفف: IOCB) یک موسسه تحقیقاتی زیر نظر آکادمی علوم چک (CAS) است. این موسسه حول محور تحقیقات در زمینه‌های شیمی آلی، بیوشیمی و رشته‌هایی است که عمدتاً در کاربردهای پزشکی و محیط‌زیست متمرکز هستند. این موسسه به دلیل سهم خود در توسعه داروهای کلیدی علیه اچ‌آی‌وی و ویروس هپاتیت بی شناخته شده‌است.